# Shu Qi
Shu Qi (舒淇, Shū Qí; ur. 16 kwietnia 1976 w Tajpej), właśc. Lin Lihui (林立慧, Lín Lìhuì) – tajwańska aktorka filmowa.

## Życiorys
Zagrała jedną z głównych ról w filmie Transporter oraz w filmie Zabójcze trio. Innymi znanymi w Azji produkcjami z jej udziałem są filmy softcore z początku jej kariery Viva Erotica (1996) czy Sex and Zen II (1996), co w późniejszym okresie wzrostu jej popularności bywało wyciągane na niekorzyść aktorki, jako pobudki silnie kontrastujące z tradycyjną kulturą chińską.
Brała również udział w filmach akcji oraz komediach kung-fu My Wife is a Gangster 3 (2006), w tym także u boku Jackiego Chana w filmie Wspaniały (1999).
Zasiadała w jury konkursu głównego na 62. MFF w Cannes (2009) oraz na 80. MFF w Wenecji (2023).